# フェンダー・サイクロン
フェンダー・サイクロン（Fender Cyclone）は、フェンダー社のエレクトリックギター。1997年後半に発表された。
サイクロンシリーズにはオリジナルでシングルコイルピックアップ1基、ハムバッカーピックアップ1基のメキシコ製サイクロンに加え、ノイズレスピックアップ2基のアメリカ製サイクロン、レースセンサー2基のアメリカ製カスタム・サイクロン、オリジナルサイクロンとは別のシングルコイル1基、ハムバッカー1基のスクワイヤ・サイクロン、ハムバッカー2基のサイクロンHH、そしてジャガー・シングルコイル3基のサイクロンIIがある。フェンダーにしては大きめのヘッドに、兄弟機種共通でサイクロン特有のキャラクターが描かれている。

## オリジナルのメキシコ製サイクロン
フェンダー社がメキシコのエンセナダ工場で製造していたオリジナルのサイクロンは、同社のギター、ムスタングと同じ様なボディ形状であるが、他の仕様はかなり異なる。ボディはシンクロナイズド・トレモロを搭載するためにムスタングより厚く、ボディ材についても当時の日本製復刻ムスタングが比較的安価なバスウッドを採用しているのに対し、サイクロンはアルダーを採用していて、少なからず高級感があった。2007年を以って、メキシコ製のサイクロンはII、HHも含め製造終了。
ギブソン・レスポールと同様の、24 3/4インチスケールであるが、これはフェンダーとしては非常に珍しいミディアムスケールである。またストラトキャスタータイプのシンクロナイズド・トレモロ・ユニットを備える。
メキシコ製サイクロンはリアピックアップにアトミック・ハムバッカー、フロントピックアップにテックス・メックス・シングルコイルピックアップを使用。これを3ウェイトグルスイッチにて切り替え可能。

## サイクロンII
フェンダー・サイクロンIIページを参照。

## サイクロンHH
オリジナルサイクロンをベースに、ピックアップを二つともハムバッカーにしたのがサイクロンHH (Cyclone HH)。リアピックアップは通常のサイクロンと同じアトミックハムバッカー、そしてフロントピックアップにはサンタアナハムバッカーを搭載。フロントピックアップとピックガード以外のパーツはオリジナルのサイクロンとまったく同じ。カラーはブラック、ガンメタル、オレンジの三色。メキシコ製。

## アメリカ製サイクロンとカスタムサイクロン
2000年には短期間、日本限定でアメリカ製サイクロンが売り出された。これは2つのスタック構造の「ヴィンテージ・ノイズレス」ピックアップを持ち、現代的な、ステンレスサドルの2点式シンクロナイズドヴィブラートを備えた。
カスタム・サイクロンも同様の仕様だが、こちらは黒カバーの「レース・センサー」ピックアップとスチールサドルの2点式トレモロを備える。カスタム・サイクロンはフェンダー・カスタム・ショップで制作された。
これらのアメリカ製サイクロンは、2001年に終了した。
しかし2002年にアメリカ製サイクロンはUS・サイクロン・アップデートというモデルとして再発売。ピックアップは同社のジェフ・ベックシグネチャー・モデルのストラトキャスター等に採用されている「ホット・ノイズレス」に変更されている。このピックアップはヴィンテージ・ノイズレスよりも高出力になっており、シングルコイル的な要素を残しながらも、一味違ったパワフルな音色がする。

## スクワイア・サイクロン
2004年にはフェンダー傘下の廉価ブランド、スクワイアからヴィンテージ・モディファイド・シリーズのひとつとしてスクワイア・サイクロンが発表された。ピックアップはフロントポジションにシングルコイル、リアポジションにハムバッカー。ピックアップ自体は違うものを採用しているが、オリジナルのメキシコ製サイクロンと同じ配置になっていて、外観はかなり近いものとなっている。ネック材はメイプル、指板にはローズウッド、そしてボディ材にはメキシコ製サイクロンと同厚のアルダーを使っていて、安価なギターながらも高級感のある仕様である。ペグは他のサイクロンと違って、ネジを使わず、ナットと接合面にある突起で固定するタイプ。この方式のペグは他のスクワイアとフェンダーの比較的安価なギターによく採用されている。色はブラック、イエロー、キャンディーアップルレッド、メタリックブルーの４色。インドネシアまたは中国製のものが確認されている。
2009年12月に各色200本、日本限定で復刻販売された。色はブラック、イエロー、キャンディーアップルレッド、シェルピンク、３トーンサンバースト、レイクプラシッドブルーの６色。
2020年にSquier Paranormal Seriesとして復活。三連シングルピックアップにジャガータイプのピックアップセレクターと、Cyclone IIに近い仕様だが、ピックアップはストラトキャスター用、レーシングストライプは無しとなっている。

## 日本の使用ミュージシャン
- 木村カエラ - リルラ リルハのPVで確認できる。メキシコ製サイクロン。
- 山中さわお（the pillows） - 2014年2月、スクワイヤーから白黒にフィニッシュされた本人仕様のモデルが300本限定で発売された。[2]
- YOKO（Noodles）メキシコ製サイクロン。ピックアップ切り替えスイッチがトグルスイッチではなく、スライドスイッチになっているのが特徴。
- char（竹中尚人） - ムスタングが有名だが、チームビルトモデルのサイクロンを一時期使用している。
- 藤戸じゅにあ（ザ・ジェッジジョンソン） - フェンダーカスタムショップのマスタービルダーであるジェイソン・スミスが彼の為に制作した、極めて希少なマスタービルダーモデルのサイクロンを使用している。
- 草野マサムネ（スピッツ） - 草野の特注モデルが制作され期間限定で一般発売(￥262,500)もされた。草野本人も自身のモデルのサイクロンを使用しているのをライブDVD、『放浪隼純情双六 Live 2000-2003』や「ハネモノ」のPVなどで確認できる。ただしフェンダー製ではなく、ビル・ローレンスブランドのコピーモデル(BM-1M CR)である。
- 岸田 （岸田教団&THE明星ロケッツ）
- 桃野陽介 （MONOBRIGHT）
- あゆか (MARIA (バンド))  - 黄色のメキシコ製サイクロンを使用。[3]
- 森広隆 - 自身の曲名「CYCLONE」にも引用